# Accipitrinae
Gli Accipitrini (Accipitrinae Vieillot, 1816) sono una sottofamiglia di Accipitridi che comprende tutte le specie di Accipiter e dei generi strettamente imparentati Melierax, Urotriorchis,  Erythrotriorchis e Megatriorchis. Accipiter, il genere più numeroso e a più ampia distribuzione, comprende astori, sparvieri e altri rapaci. Sono principalmente uccelli boschivi che attendono la preda appollaiati su un posatoio e, una volta individuata, la sorprendono con una rapida picchiata; hanno code lunghe, ali larghe e una vista acutissima che facilita molto il loro stile di vita.
Si ritiene che i rapaci, in special modo gli Accipitrini, abbiano una vista molto più sviluppata di quella umana, in parte a causa del gran numero di fotorecettori sulla retina (fino a un milione per mm quadrato, contro i 200.000 dell'uomo), del numero molto elevato di nervi che collegano questi recettori al cervello e alla presenza di una fovea rientrata, che ingrandisce la porzione centrale del campo visivo.

## Tassonomia
La sottofamiglia Accipitrinae comprende i seguenti generi e specie:
- Genere Kaupifalco
  - Kaupifalco monogrammicus (Temminck, 1824) - poiana lacertiera

- Genere Micronisus
  - Micronisus gabar (Daudin, 1800) - astore gabar

- Genere Melierax
  - Melierax metabates Heuglin, 1861 - astore cantante scuro
  - Melierax poliopterus Cabanis, 1869 - astore cantante orientale
  - Melierax canorus (Thunberg, 1799) - astore cantante pallido

- Genere Urotriorchis
  - Urotriorchis macrourus (Hartlaub, 1855) - astore codalunga

- Genere Erythrotriorchis
  - Erythrotriorchis buergersi (Reichenow, 1914) - astore spallecastane
  - Erythrotriorchis radiatus (Latham, 1802) - astore rosso

- Genere Megatriorchis
  - Megatriorchis doriae Salvadori & d'Albertis, 1875 - astore del Doria

- Genere Accipiter
  - Accipiter superciliosus (Linnaeus, 1766) - sparviero nano del Sudamerica
  - Accipiter collaris Sclater, PL, 1860 - sparviero dal collare del Sudamerica
  - Accipiter trivirgatus (Temminck, 1824) - astore crestato asiatico
  - Accipiter griseiceps (Kaup, 1848) - astore crestato di Sulawesi
  - Accipiter poliogaster (Temminck, 1824) - sparviero pettogrigio
  - Accipiter toussenelii (Verreaux, J, Verreaux, E & Des Murs, 1855) - astore pettorosso
  - Accipiter tachiro (Daudin, 1800) -  astore africano
  - Accipiter castanilius Bonaparte, 1853 - sparviero pettocastano
  - Accipiter badius (Gmelin, JF, 1788) - shirka
  - Accipiter butleri (Gurney Jr, 1898) - sparviero delle Nicobare
  - Accipiter brevipes (Severtsov, 1850) - sparviero levantino
  - Accipiter soloensis (Horsfield, 1821) - astore cinese
  - Accipiter francesiae Smith, A, 1834 - sparviero di Frances
  - Accipiter trinotatus Bonaparte, 1850 - sparviero codamacchiata
  - Accipiter novaehollandiae (Gmelin, JF, 1788) - astore grigio
  - Accipiter hiogaster (Müller, S, 1841) - astore variabile
  - Accipiter fasciatus (Vigors & Horsfield, 1827) - astore australiano
  - Accipiter melanochlamys (Salvadori, 1876) - astore dal mantello nero
  - Accipiter albogularis Gray, GR, 1870 - astore bianco e nero
  - Accipiter haplochrous Sclater, PL, 1859 - sparviero della Nuova Caledonia
  - Accipiter rufitorques (Peale, 1848) - astore delle Isole Figi
  - Accipiter henicogrammus (Gray, GR, 1861) - astore di Gary
  - Accipiter luteoschistaceus Rothschild & Hartert, 1926 - sparviero grigio-azzurro
  - Accipiter imitator Hartert, 1926 - sparviero imitatore
  - Accipiter poliocephalus Gray, GR, 1858 - astore testagrigia della Nuova Guinea
  - Accipiter princeps Mayr, 1934 - astore testagrigia della Nuova Britannia
  - Accipiter erythropus (Hartlaub, 1855) - sparviero dai calzoni rossi
  - Accipiter minullus (Daudin, 1800) - sparviero minore africano
  - Accipiter gularis (Temminck & Schlegel, 1844) - sparviero giapponese
  - Accipiter virgatus (Temminck, 1822) - sparviero Besra
  - Accipiter nanus (Blasius, W, 1897) - sparviero nano di Sulawesi
  - Accipiter erythrauchen Gray, GR, 1861 - sparviero dal collare delle Molucche
  - Accipiter cirrocephalus (Vieillot, 1817) - sparviero dal collare australiano
  - Accipiter brachyurus (Ramsay, EP, 1880) - sparviero dal collare della Nuova Britannia
  - Accipiter rhodogaster (Schlegel, 1862) - sparviero pettovinaceo
  - Accipiter madagascariensis Verreaux, J, 1833 - sparviero del Madagascar
  - Accipiter ovampensis Gurney, 1875 - sparviero di Ovampo
  - Accipiter nisus (Linnaeus, 1758) - sparviero eurasiatico
  - Accipiter rufiventris Smith, A, 1830 - sparviero rufiventre
  - Accipiter striatus Vieillot, 1808 - sparviero striato americano
  - Accipiter chionogaster (Kaup, 1852) - sparviere pettobianco
  - Accipiter ventralis Sclater, PL, 1866 - sparviere delle Ande
  - Accipiter erythronemius (Kaup, 1850) - sparviere zamperossicce
  - Accipiter cooperii (Bonaparte, 1828) - sparviero di Cooper
  - Accipiter gundlachi Lawrence, 1861 - sparviero di Gundlach
  - Accipiter bicolor (Vieillot, 1817) - sparviere bicolore
  - Accipiter chilensis Philippi & Landbeck, 1864 - sparviere del Cile
  - Accipiter melanoleucus Smith, A, 1830 - sparviero bianco e nero
  - Accipiter henstii (Schlegel, 1873) - astore di Henst
  - Accipiter gentilis (Linnaeus, 1758) - astore comune
  - Accipiter meyerianus (Sharpe, 1878) - astore di Meyer

- Genere Circus
  - Circus aeruginosus (Linnaeus, 1758) - falco di palude
  - Circus spilonotus Kaup, 1847 - albanella orientale
  - Circus spilothorax Salvadori & d'Albertis, 1875 -
  - Circus approximans Peale, 1848 - albanella australiana
  - Circus ranivorus (Daudin, 1800) - albanella africana
  - Circus maillardi Verreaux, J, 1862 - albanella di Reunion
  - Circus macrosceles Newton, A, 1863 - albanella del Madagascar
  - Circus buffoni (Gmelin, JF, 1788) - albanella alilunghe
  - Circus assimilis Jardine & Selby, 1828 - albanella macchiata
  - Circus maurus (Temminck, 1828) - albanella nera
  - Circus cyaneus (Linnaeus, 1766) - albanella reale
  - Circus hudsonius (Linnaeus, 1766) - albanella americana
  - Circus cinereus Vieillot, 1816 - albanella cenerina
  - Circus macrourus (Gmelin, SG, 1770) - albanella pallida
  - Circus melanoleucos (Pennant, 1769) - albanella bianconera
  - Circus pygargus (Linnaeus, 1758) - albanella minore

## Rapaci e uomini
Alcuni di questi rapaci vengono talvolta utilizzati in falconeria, uno sport in cui un uccello da preda ammaestrato deve raggiungere per divertimento della piccola selvaggina.